# Live at Knebworth 1990
Live at Knebworth 1990 è il quinto album dal vivo del gruppo musicale britannico Pink Floyd, pubblicato il 30 aprile 2021 dalla Pink Floyd Records.

## Storia
Si tratta della registrazione dell'esibizione del 30 giugno 1990 tenuta dal gruppo nell'ambito del Silver Clef Winners presso la Knebworth House, nel Hertfordshire, un concerto di beneficenza con 120 mila spettatori a cui parteciparono anche Paul McCartney, Dire Straits, Genesis, Robert Plant, Jimmy Page, Eric Clapton, Cliff Richard, Tears for Fears, Elton John e Status Quo. La versione video fu pubblicata due anni prima all'interno del cofanetto The Later Years 1987-2019.

## Tracce
1. Shine On You Crazy Diamond, Parts 1-5 – 11:05 (David Gilmour, Roger Waters, Richard Wright)
2. The Great Gig in the Sky – 5:04 (Richard Wright, Clare Torry)
3. Wish You Were Here – 4:47 (David Gilmour, Roger Waters)
4. Sorrow – 9:34 (David Gilmour)
5. Money – 10:10 (Roger Waters)
6. Comfortably Numb – 7:47 (David Gilmour, Roger Waters)
7. Run Like Hell – 7:12 (David Gilmour, Roger Waters)

## Formazione
Gruppo
- David Gilmour – chitarra, voce
- Nick Mason – batteria, percussioni
- RIchard Wright – tastiera, cori

Altri musicisti
- Guy Pratt – basso, voce
- Jon Carin – tastiera, voce
- Tim Renwick – chitarra
- Gary Wallis – percussioni
- Durga McBroom – cori
- Sam Brown – cori
- Vicki Brown – cori
- Clare Torry – cori, voce principale (traccia 2)
- Candy Dulfer – sassofono (tracce 1 e 5)
- Michael Kamen – tastiera (tracce 6 e 7)

Produzione
- Chris Kimsey – produzione
- Steve Smith – produzione
- Mike Fraser – registrazione, ingegneria del suono
- Andy Jackson – remix audio, mastering
- David Gilmour – remix audio
- Damon Iddins – assistenza al remix

## Classifiche

### Classifiche settimanali
| Classifica (2021)  | Posizione massima |
| ------------------ | ----------------- |
| Australia          | 36                |
| Austria            | 8                 |
| Belgio (Fiandre)   | 15                |
| Belgio (Vallonia)  | 5                 |
| Danimarca          | 29                |
| Finlandia          | 35                |
| Francia            | 23                |
| Germania           | 9                 |
| Grecia             | 24                |
| Italia             | 4                 |
| Norvegia           | 13                |
| Paesi Bassi        | 6                 |
| Portogallo         | 3                 |
| Regno Unito        | 8                 |
| Spagna             | 29                |
| Stati Uniti        | 100               |
| Stati Uniti (rock) | 17                |
| Svezia             | 60                |
| Svizzera           | 6                 |

### Classifiche di fine anno
| Classifica (2021) | Posizione |
| ----------------- | --------- |
| Ungheria          | 69        |